# Wolfgang Bauer
Wolfgang Bauer (ur. 18 marca 1941 w Grazu (Austria), zm. 26 sierpnia 2005 w Grazu) – austriacki pisarz (przede wszystkim dramat, zajmował się także prozą i poezją), uchodził w latach 70. obok Thomasa Bernharda i Petera Handkego za jednego z najważniejszych austriackich dramaturgów. Członek Stowarzyszenia Autorów w Grazu, Forum Stadtpark i członek założyciel Loży Lorda Jima (wraz z Martinem Kippenbergerem i Albertem Oehlenem). Międzynarodowe uznanie zyskał w 1968 roku swoim prowokacyjnym dziełem Magic Afternoon.

## Życiorys
Wolfgang Bauer studiował teatrologię i romanistykę na uniwersytecie w Grazu i Wiedniu. Studiów nie ukończył. Dzięki wystawieniu swych dwóch pierwszych jednoaktówek Der Schweinetransport i Maler und Farbe we właśnie otwartym w 1962 Forum Stadtpark w Grazu stał się przedstawicielem pisarskiej awangardy. Jego wczesne utwory wykazywały silny wpływ teatru absurdu Eugène Ionesco i egzystencjalistycznych dramatów Jean-Paul Sartre’a i Alberta Camusa.
W wieku 27 lat osiągnął Bauer sztuką Magic Afternoon międzynarodowy rozgłos. Utwór został odrzucony przez czterdzieści scen i wydawnictw w całym niemieckim obszarze językowym. Prapremiera odbyła się 12 września 1968 roku w reżyserii Horsta Zankla w Teatrze Krajowym (Landestheater) w Hannoverze, po niej sztuki Bauera zaczęły być tłumaczone na obce języki i wystawiane na całym świecie.
Mimo iż Bauer po swoich kolejnych międzynarodowych sukcesach (Change 1969, Silvester oder Das Massaker im Hotel Sacher 1971, Gespenster 1973) nie spoczął na laurach i tworzył dalej, nie chciał się dać zniewolić oczekiwaniom teatrów i publiczności. Następne teksty Bauera są bezkompromisowymi dziełami teatru absurdu i z racji gatunku ich odbiór jest utrudniony. Życie prywatne pisarza, które nieustannie rozumiał jako pełne akcji opus vitae trafiało na łamy gazet częściej, niż utwory sceniczne. Bauer podejmował z powodów finansowych rozmaite zlecenia i pisał teksty również dla niskich lotów magazynów, a nawet zaprojektował katalog styryjskiej wystawy krajowej Sport – Sinn und Wahn.
Twórca zmarł 26 sierpnia 2005 roku w Grazu z powodu choroby serca.

## Głosy o autorze
Wolfgang Bauer od wielu lat skutecznie unika wszystkim próbom zaszufladkowania i sklasyfikowania go przez badaczy literatury i germanistów po prostu jako „pisarza” – na swoją niekorzyść. Jako dramaturg był przeważnie irytujący, za to jego wcielenia się w role poety, powieściopisarza i felietonisty były tak bardzo udane i popularne, jak bardzo te wcielenia nie pasowały do ram gatunków. (Cytat za Wydawnictwem Literackim Droschl)
Krytycy o Wolfgangu Bauerze:

najśmieszniejszy austriacki autor trywialny (Trivialautor), autor dokumentów epoki, poeta, naturalista, społecznie krytyczny neorealista, autor absurdalnych dramatów, ordynarny, pornograficzny – właśnie Magic Wolfi albo „postrach mieszczan” (Der Bürgerschreck)

## Wyróżnienia i nagrody
- 1970 i 2004 Nagroda im. Petera Roseggera
- 1970 Nagroda im. Franza Theodora Csokora
- 1979 Österreichischer Würdigungspreis für Literatur
- 1987 nagroda czasopisma manuskripte
- 1991 Złota Odznaka Honorowa miasta Graz
- 1991 Złoty Medal Honorowy Wiednia
- 1994 Nagroda Dramatyczna Instytutu Goethego
- 1994 Wielka Austriacka Nagroda Państwowa (najwyższe wyróżnienie artystyczne przyznawane w Austrii)
- 2000 Austriacki Krzyż Zasługi Nauki i Sztuki I Klasy
- 2004 Styryjska Nagroda Kulturalna

## Publikacje
(tytuły oryginalne, lata premier podano, jeśli znacząco odbiegały od roku powstania)

### Sztuki teatralne
- Der Schweinetransport (1961)
- Maler und Farbe (1961)
- Batyscaphe 17-26 oder Die Hölle ist oben (1961, praprem. 1982)
- Totu-wa-botu (1961, praprem. 1992)
- Zwei Fliegen auf einem Gleis (1962)
- Katharina Doppelkopf (1962)
- Der Rüssel (1962)
- Mikrodramen (1962-63, łącznie 21 krótkich dramatów, niemożliwych do scenicznej prezentacji)
- Pfnacht (1963, praprem. 1985)
- Die Menschenfresser (1963, praprem. 1967)
- Party for Six (1964, praprem. 1967)
- Ende sogar noch besser als alles gut! (1965)
- Der Tod des Ingenieurs Leo Habernik aus Linz (1965, praprem. 1984)
- Magic Afternoon (1967)
- Change (1968-69)
- Film und Frau (1971, inny tytuł: „Shakespeare the Sadist”)
- Silvester oder Das Massaker im Hotel Sacher (1971)
- Gespenster (1973)
- Magnetküsse (1975)
- Memory Hotel (1979-80)
- Woher kommen wir? Was sind wir? Wohin gehen wir? (1981)
- Das kurze Leben der Schneewolken (1982)
- Ein fröhlicher Morgen beim Friseur (1982)
- Ein schrecklicher Traum (1986)
- Herr Faust spielt Roulette (1986)
- Das Lächeln des Brian dePalma (1988, praprem. 1991),
- Ach, armer Orpheus! (1989)
- Insalata mista (1992, inny tytuł: „Tadpoltigermosquitos at Mulligan’s”)
- Die Kantine. Cappricio à la Habsburg. (1993)
- Die Menschenfabrik (1996)
- Skizzenbuch (1996)
- Café Tamagotchi (1998, praprem. 2001)
- Foyer (2004)

### Libretta
- Magnet (1978, baletowe opracowanie „Magnetküsse”)
- Café Museum – Die Erleuchtung (1993, libretto operowe)
- Das gestohlene Herz (opera w jednym akcie, praprem. 2004)

### Powieść
- Der Fieberkopf (1964-1967)

### Tomiki wierszy
- Das stille Schilf. Ein schlechtes Meisterwerk: schlechte Texte mit schlechten Zeichnungen und einer schlechten Schallplatte (1969)
- Das Herz (1981)

### Słuchowiska
- Zisterne (1961, niepublikowane)
- Die Entfernung (1972, najpierw pod tytułem „1431”)
- Dream Jockey (1998)

### Scenariusze
- Die Edeggerfamilie (1970)
- Häuptling der Alpen (1974, wydany tylko drukiem 1978)
- Es war nicht die Nachtigall (zrealizowany w 1974 w reż. Sigi Rothemund, znany także jako „Der Liebesschüler und Die Nichte der O.” pod tytułem, scenariusz niepublikowany, zaginął)
- Reise zum Gehirn (1975, na podstawie powieści „Der Fieberkopf” w reż. Clausa Homschaka)
- In Zeiten wie diesen (1983, pilot serialu i 7 odcinków serialu, realizowany stopniowo 1984-1990 w reż. Reinharda Schwabenitzkiego, scenariusz niepublikowany)
- 22, schwarz... (1987, wydany tylko drukiem 1987)
- Der Weihnachtstraum (1994, wydany tylko drukiem 1994)

### Wydawnictwa dźwiękowe
- Das stille Schilf (płyta z wierszami z tomiku o tym samym tytule, 1969)
- „Wolfgang Bauer czyta mini-dramaty Wolfganga Bauera” (Wolfgang Bauer liest Mikrodramen von Wolfgang Bauer – 1975)
- Hirn mit Ei. Jazz + Lyrik (płyta nagrana wraz z Hans Carl Artmannem, Fritzem Pauerem i Hansem Kollerem, 1981)
- „Magic Bauer. Wybór dzieł” (Magic Bauer. Eine Werkauswahl – podwójna płyta kompaktowa, 2001, nagrania z lat 1969–1999, wywiady, interpretacje, słuchowiska)